# Федеральные органы государственной власти России
Федера́льные о́рганы госуда́рственной вла́сти Росси́и — органы власти России на федеральном уровне.
В соответствии с Конституцией Российской Федерации, власть представлена тремя ветвями власти:
- законодательной[2],
- исполнительной[3],
- судебной[4].

Законодательная власть в России представлена высшим законодательным органом: Федеральным Собранием, состоящим из двух палат: Государственной Думы и Совета Федерации. Властные полномочия осуществляет путём принятия законов, обязательных для всех на территории России.
Исполнительная власть в России представлена системой федеральных органов исполнительной власти. Властные полномочия осуществляют путём принятия решений, постановлений и других подзаконных нормативных актов. Помимо указанного в Конституции Правительства России, действуют и другие федеральные органы исполнительной власти — федеральные министерства, федеральные службы, федеральные агентства, а также их территориальные органы. Систему органов федеральной исполнительной власти, непосредственно подчиняющихся Правительству России, утверждает Президент России. 
Президент России является главой государства, гарантом Конституции России и обеспечивает согласованное функционирование и взаимодействие органов государственной власти, осуществляет общее руководство Правительством Российской Федерации. В системе федеральных органов поставлен на первое место и, в связи с поправками к Конституции 2020 года, отнесён к исполнительной власти (ч. 1, ст. 110 Конституции Российской Федерации).
Судебная власть представлена системой судов: Конституционный Суд России, Верховный Суд России, другие федеральные суды. Осуществляет судебную власть и правосудие.
В соответствии со статьёй 75 Конституции России, Центральный банк (Банк России) обладает особым конституционно-правовым статусом и не может относиться ни к одной из ветвей власти.